# Північний Льодовитий океан
Півні́чний Льодови́тий океа́н, Півні́чно-Льодови́тий океа́н, Аркти́чний океа́н — найменший океан на Землі, що лежить навколо Північного полюса, між Північною Америкою і Євразією. Найзначніші порти — Нарвік (Норвегія) і Мурманськ (Росія).
Перші фундаментальні дослідження океану виконані у XVIII столітті і потім продовжені в XIX і ХХ століттях. Серед відомих дослідників океану: Віллем Баренц, Генрі Гудзон, Вільгельм Фільхнер, Вільям Паррі, Едвард Белчер, Роберт Пірі, Фрітьоф Нансен, Руаль Амундсен, Георгій Брусилов, Іван Жонголович, Олександр Колчак, Отто Шмідт, Іван Папанін.

## Еволюція назви
Уперше Північний Льодовитий океан виділений як самостійний на німецькій карті середини 17 століття під назвою Гіперборейський океан — «Океан на крайній півночі» (дав.-гр. Βορέας — Борей, давньогрецький міфічний бог північного вітру, дав.-гр. υπέρ — приставка, яка вказує на перевищення чого-небудь). В іноземних джерелах того часу так само використовувалися назви:Oceanus Septentrionalis — «північний океан» (лат. Septentrio — північ), Μare Glaciale — «Льодовите море» (лат. Glacies — лід). На російських картах XVII — XVIII століть вживаються назви: Море океан, Море океан Льодовитий, Льодовите море, Північний океан, Північне або Льодовите море, Льодовитий океан, а російський мореплавець адмірал Ф. П. Літке, в 20-х роках XIX століття називав його Північний Льодовитий океан. З середини XIX століття в зарубіжних країнах широко застосовується назва Північного Льодовитого океану — «Арктичний океан». Однак Постановою ЦВК СРСР від 27 червня 1935 року прийнята назва Північний Льодовитий океан, як відповідна форма, що вже вживалася в Росії з початку XIX століття і близька до більш ранніх російських назв.

## Фізико-географічна характеристика

### Загальна інформація
Північний Льодовитий океан — басейн Світового океану, розташований між Євразією і Північною Америкою. Відділяється від Атлантичного океану системою Британсько-Гренландських порогів — Вайвілла Томсона, Фареро-Ісландським, Ісландсько-Гренландським і Гренландсько-Баффіновим.
Містить такі моря: Баффіна, Біле, Бофорта, Гренландське, Норвезьке, Баренцове, Карське, Лаптєвих, Східно-Сибірське, Чукотське та Гудзонову затоку. Його площа 16,4 млн км², у тому числі 8—11 млн км² під покривом криги завтовшки 2—5 м.
Середня глибина океану 1220 м, найбільша — 5527 м. Глибоководна частина океану поділяється на три розділених порогами басейни — Арктичний, Гренландський і Баффіна.
Головна його особливість — великий об'єм льоду (загальний об'єм близько 26 тис. км3), який зберігається декілька років (пак) і досягає товщини 3—5 м. Взимку 90 % площі океану (крім південної частини Баренцева моря) замерзає, до вересня крижане покривало сильно скорочується. За несприятливої льодової обстановки масиви багаторічного льоду влітку блокують протоки Вількицького і Де-Лонга. Льоди поділяють на припай, пов'язаний з островами і узбережжям материка, і дрейфуючий лід. Протягом декількох років дрейфують так звані крижані острови (завтовшки 30—35 м). Їх використовують для базування дрейфуючих станцій. Для Баффіна і Ґренландського морів характерні айсберги. Середня швидкість дрейфу льоду в океані 7 км/добу, максимальна — до 100 км/добу.

### Острови
За кількістю островів Північний Льодовитий океан посідає друге місце після Тихого океану. В океані розташований найбільший на Землі острів Гренландія (2130800 км²) і другий за розміром архіпелаг: Канадський Арктичний архіпелаг (1372600 км², у тому числі найбільші острови: Баффінова Земля, Елсмір, Вікторія, Бенкс, Девон, Мелвілл, Аксел-Гейберг, Саутгемптон, Принца Уельського, Сомерсет, Прінс-Патрік, Батерст, Кінг-Вільям, Байлот, Еллеф-Рінґнес).
Найбільші острови й архіпелаги: Нова Земля (Північний і Південний острови), Шпіцберген (острови: Західний Шпіцберген, Північно-Східна Земля), Новосибірські острови (Котельний острів), Північна Земля (острови: Жовтневої Революції, Більшовик, Комсомолець), Земля Франца-Йосифа, острів Конг Оскар, острів Врангеля, острів Колгуєв, Земля Мілна, острів Вайгач.

### Геологічна будова і рельєф дна
Див. також Рельєф і геологічна будова Північного Льодовитого океану, Природні ресурси Арктики

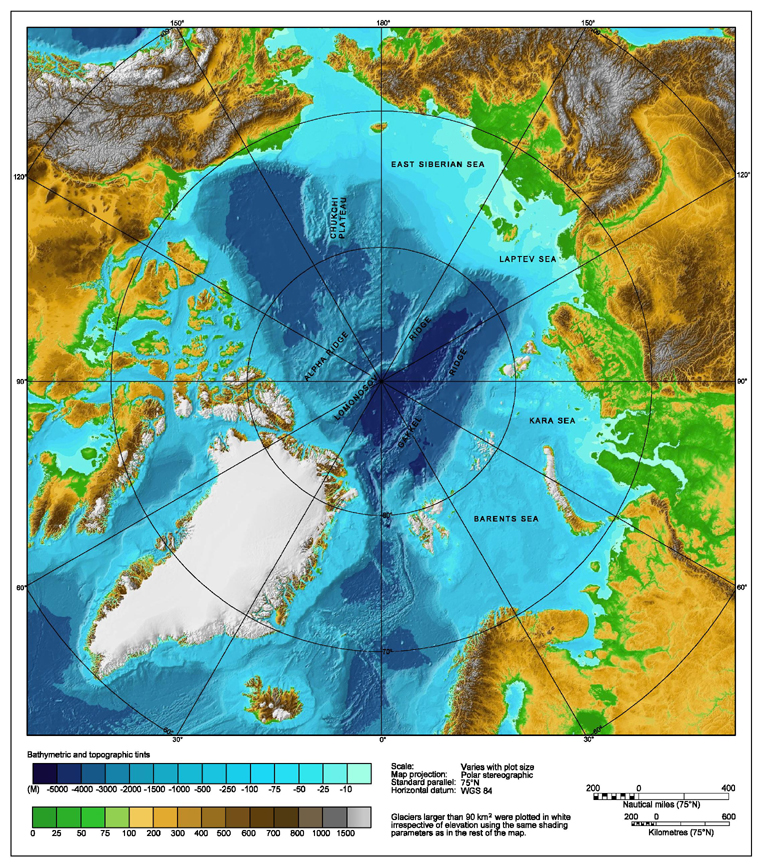
Рельєф дна Північного Льодовитого океану

Більшу частину рельєфу дна Північного Льодовитого океану займає шельф (понад 89 % дна океану) і підводні окраїни материків (до 70 % площі дна). Саме цим пояснюється мала середня глибина океану — близько 40 % його площі має глибини менше 200 м. Північний Льодовитий океан обрамляють і частково тривають під його водами найважливіші материкові тектонічні структури: Північноамериканська давня платформа; Ісландсько-Фарерський виступ каледонської Європейської платформи; Російська давня платформа з Балтійським щитом і Баренцевоморська древня платформа, що майже повністю лежить під водою; Уральсько-Новоземельське гірське утворення; Західно-Сибірська молода платформа і Хатангський прогин; Сибірська стародавня платформа; Верхояно-чукотська складчаста країна[7]. Північний Льодовитий океан прийнято ділити на 3 великі акваторії: Арктичний басейн, що включає глибоководну центральну частину океану; Північно-Європейський басейн, що включає материковий схил Баренцового моря до 80-ї паралелі на відрізку між Шпіцбергеном і Гренландією; Канадський басейн, що включає акваторію проток Канадського архіпелагу, Гудзонової затоки і моря Баффіна.

#### Північно-Європейський басейн
Основу рельєфу дна Північно-Європейського басейну становить система серединно-океанічних хребтів, які є продовженням Серединно-Атлантичного хребта. На продовженні хребта Рейкьянес лежить рифтова зона Ісландії. Ця рифтова зона характеризується активним вулканізмом та інтенсивною гідротермальною діяльністю. На півночі в океані вона продовжується рифтовим хребтом Кольбейнсей з добре вираженою рифтовою долиною і поперечними розломами, що січуть хребет. По 72° північної широти хребет перетинає велика зона розломів Ян-Маєн. Північніше перетину хребта цим розломом гірська споруда зазнала зміщення на кілька сотень кілометрів на схід. Зсунутий сегмент серединно-океанічного хребта має субширотне простягання і називається хребтом Мона. Хребет зберігає північно-східне простягання до перетину з 74° північної широти, після чого простягання змінюється на меридіональне, де воно називається хребтом Кніповича. Західна частина хребта є високим монолітним гребенем, східна частина дещо знижена і зливається з материковим підніжжям, під відкладеннями якого ця частина хребта значною мірою похована.
Від острова Ян-Маєн на півдні до Фареро-Ісландського порогу простягається Ян-Маєнський хребет, який є давнім серединно-океанічним хребтом. Дно улоговини, утвореної ним і хребтом Кольбейнсей, складене базальтами, що вилилися на поверхню. За рахунок цього базальту поверхня цієї ділянки дна вирівняна і піднята над прилеглим зі сходу ложем океану, утворює підводне Ісландське плато. Елементом підводної околиці Європейського субконтиненту біля узбережжя Скандинавського півострова є плато Ворінг, що виступає далеко на захід. Воно розділяє Норвезьке море на дві улоговини — Норвезьку і Лофотенську з максимальними глибинами до 3970 метрів. Дно Норвезької улоговини має горбистий і низькогірний рельєф. Улоговину розділяє на дві частини Норвезький хребет — ланцюжок невисоких гір простягаються від Фарерських островів до плато Ворінг. На захід від серединно-океанічних хребтів лежить Гренландська улоговина, в якій переважають плоскі абісальні рівнини. Максимальна глибина Гренландського моря, що одночасно є максимальною глибиною Північного Льодовитого океану, становить 5527 м.
На підводній материковій околиці поширена земна кора континентального типу з дуже близьким до поверхні заляганням кристалічного фундаменту в межах шельфу. Для рельєфу дна Гренландського і Норвезького шельфу характерні екзараціонні форми льодовикового рельєфу.

#### Канадський басейн
Більшу частину Канадського басейну становлять протоки Канадського Арктичного архіпелагу. Максимальні глибини більшості проток перевищують 500 м. Рельєф дна характеризується повсюдним поширенням реліктового льодовикового рельєфу і великою складністю обрисів островів і проток Канадського архіпелагу. Це свідчить про тектонічну зумовленість рельєфу, а також про недавнє зледеніння цієї частини дна океану. На багатьох островах архіпелагу і зараз великі площі вкриті льодовиками.
Льодовикові форми рельєфу характерні для дна Гудзонової затоки, яка, на відміну від проток, в цілому мілководна. Море Баффіна має велику глибину — до 2141 м. Воно займає велику і глибоку улоговину з чітко вираженим материковим схилом і широким шельфом, велика частина якого лежить глибше 500 м. Для шельфу характерні затоплені форми рельєфу льодовикового походження. Дно вкрите теригенними відкладеннями з великою участю айсбергового матеріалу.

#### Арктичний басейн
Основна частина Північного Льодовитого океану — Арктичний басейн. Більше половини басейну займає шельф. За назвами окраїнних арктичних морів він ділиться на Баренцевоморський, Карський, Лаптєвський і Східно-Сибірсько-Чукотський (значна частина примикає до берегів Північної Америки).
Баренцевоморський шельф в структурно-геологічному відношенні є докембрійською платформою з потужним шаром осадових порід палеозою і мезозою. На околицях Баренцового моря дно складено древніми складчастими комплексами різного віку (біля Кольського півострова і на північний захід від Шпіцбергена — архейсько-протерозойського, біля берегів Нової Землі — герцинського і каледонського). Найбільш значимі западини і прогини моря: Медвежинський жолоб на заході, жолоби Франц-Вікторія і Святої Анни на півночі, жолоб Самойлова в центральній частині Баренцового моря, великі височини — Медвежинське плато, Нордкінська і Демидівська банки, Центральне плато, височина Персея, височина Адміралтейства. Дно Білого моря в північній і західній частинах складено Балтійським щитом, у східній — Східноєвропейською платформою. Для дна Баренцового моря характерна густа розчленованість затопленими морем льодовиковими і річковими долинами.
Південна частина шельфу Карського моря в основному є продовженням Західно-Сибірської герцинської платформи. У північній частині шельф перетинає занурена ланка Уральсько-Новоземельського мегатинклінорію, структури якого продовжуються на північному Таймирі і архіпелазі Північна Земля. Північніше знаходиться Новоземельний жолоб, жолоб Вороніна і Центральнокарська височина. Дно Карського моря перетинають чітко виражені продовження долин Обі та Єнісею. Поблизу Нової Землі, Північної Землі, Таймиру на дні поширені екзараційні і акумулятивні реліктові льодовикові форми рельєфу.
Переважаючий тип рельєфу на шельфі моря Лаптєвих — морська акумулятивна рівнина, вздовж узбережжя, а на окремих банках — абразивно-акумулятивні рівнини. Цей же вирівняний рельєф продовжується на дні Східно-Сибірського моря, місцями на дні моря (поблизу Новосибірських островів і на північний захід від ведмежих островів) чітко виражений грядовий рельєф. На дні Чукотського моря переважають затоплені денудаційні рівнини. Південна частина моря являє собою глибоку структурну западину, заповнену пухкими відкладеннями і мезокайнозойськими ефузивами.
Материковий схил Арктичного басейну розчленований великими широкими підводними каньйонами. Конуси виносу каламутних потоків формують акумулятивний шельф — материкове підніжжя. Великий конус виносу утворює підводний каньйон Маккензі в південній частині Канадської улоговини. Абісальна частина Арктичного басейну зайнята серединно-океанічним хребтом Гаккеля і ложем океану. Хребет Гаккеля починається від долини Лени, далі простягається паралельно Євразійській підводній околиці і примикає до материкового схилу в морі Лаптєвих. Уздовж рифтової зони хребта розташовуються численні епіцентри землетрусів. Від підводної окраїни північної Гренландії до материкового схилу моря Лаптєвих тягнеться хребет Ломоносова — монолітна гірська споруда у вигляді суцільного валу. Під хребтом Ломоносова, як припускають, залягає земна кора континентального типу. Від підводної околиці Східно-Сибірського моря на північ від острова Врангеля до острова Елсмір в Канадському архіпелазі простягається хребет Менделєєва. Він має брилову структуру і складений породами, типовими для океанічної кори. У Арктичному басейні також розташовуються два окраїнних плато — Єрмак на північ від Шпіцбергена і Чукотське на північ від Чукотського моря. Обидва вони утворені земною корою материкового типу.
Між підводною частиною Євразії і хребтом Гаккеля лежить улоговина Нансена з максимальною глибиною 3 975 м. Дно її зайняте плоскими абісальними рівнинами. Між хребтами Гаккеля і Ломоносова розташована улоговина Амундсена. Дно улоговини представляє велику плоску абісальну рівнину з максимальною глибиною 4 485 м. Північний полюс розташований в цій улоговині. Між хребтами Ломоносова і Менделєєва розташована улоговина Макарова з максимальними глибинами понад 4 510 м. Південну, дещо мілководну (з максимальною глибиною 2 793 м) частину улоговини виділяють окремо як улоговину Підводників. Дно улоговини Макарова утворюють плоскі і хвилясті абісальні рівнини, дно улоговини Підводників — похила акумулятивна рівнина. Канадська улоговина, розташована на південь від хребта Менделєєва і на схід від Чукотського плато — найбільша за площею улоговина з максимальною глибиною 3 909 м. Дно її — головним чином, плоска абісальна рівнина. Під усіма улоговинами земна кора не має гранітного шару. Потужність кори тут до 10 км за рахунок значного збільшення потужності осадового шару.
Донні відклади Арктичного басейну виключно теригенного походження. Переважають осади тонкого механічного складу. На півдні Баренцового моря і в прибережній смузі Білого і Карського морів широко представлені піщані відкладення. Широко поширені залізно-марганцеві конкреції, але переважно на шельфі Баренцового і Карського морів. Потужність донних відкладень в Північному Льодовитому океані досягає 2-4 км, що пояснюється широким поширенням плоских абісальних рівнин. Велика потужність донних відкладень визначається високою кількістю осадового матеріалу, що надходить в океан і становить щорічно близько 2 мільярдів тонн або близько 8 % від загальної кількості, що надходить у Світовий океан.

### Клімат
Клімат Північного Льодовитого океану визначається передусім його полярним географічним положенням. Існування величезних мас льоду посилює суворість клімату, обумовлену насамперед недостатньою кількістю тепла, одержуваного від Сонця полярними регіонами. Головною особливістю радіаційного режиму арктичної зони є те, що протягом полярної ночі надходження сонячної радіації не відбувається, в результаті протягом 50-150 діб відбувається безперервне охолодження підстилаючої поверхні. Влітку ж, внаслідок тривалого полярного дня, кількість тепла, що надходить за рахунок сонячної радіації, досить велика. Річна величина радіаційного балансу на берегах і островах позитивна і становить від 2 до 12—15 ккал/см, а в центральних районах океану негативна і становить близько 3 ккал/см.
У зимовий період (тривалістю понад 6,5 місяців) над океаном розташовується стійка область високого тиску (Арктичний антициклон), центр якого зміщений відносно полюса в бік Гренландії. Холодні сухі маси арктичного повітря в зимовий час проникають всередину оточуючих океан материків аж до субтропічного кліматичного поясу і викликають різке зниження температури повітря. Влітку (червень — вересень) формується область порівняно низького тиску, викликана річним підвищенням температури, а також в результаті інтенсивної циклонічної діяльності на зміщеному майже до самого полюса арктичному фронті. В цей час сюди приходить тепло з півдня за рахунок проникаючого в полярну зону повітря помірних широт і за рахунок річкових вод.
Основна маса тепла надходить у Північний Льодовитий океан з Атлантики з теплою Північно-Атлантичною течією. На підходах до океану атлантичні води віддають в атмосферу понад 70 % тепла. Це створює значний вплив на динаміку повітряних мас. Величезна тепловіддача, що надходить в Північний Льодовитий океан з атлантичних вод є потужним збудником атмосферних процесів над значною акваторією океану. Гренландський антициклон, стійкий протягом усього року, також істотно впливає на місцеву атмосферну циркуляцію. Він сприяє утворенню вітрів, котрі за своїм напрямом підсилюють ефект скидання вод з Північного Льодовитого в Атлантичний океан.

## Рослинний і тваринний світ

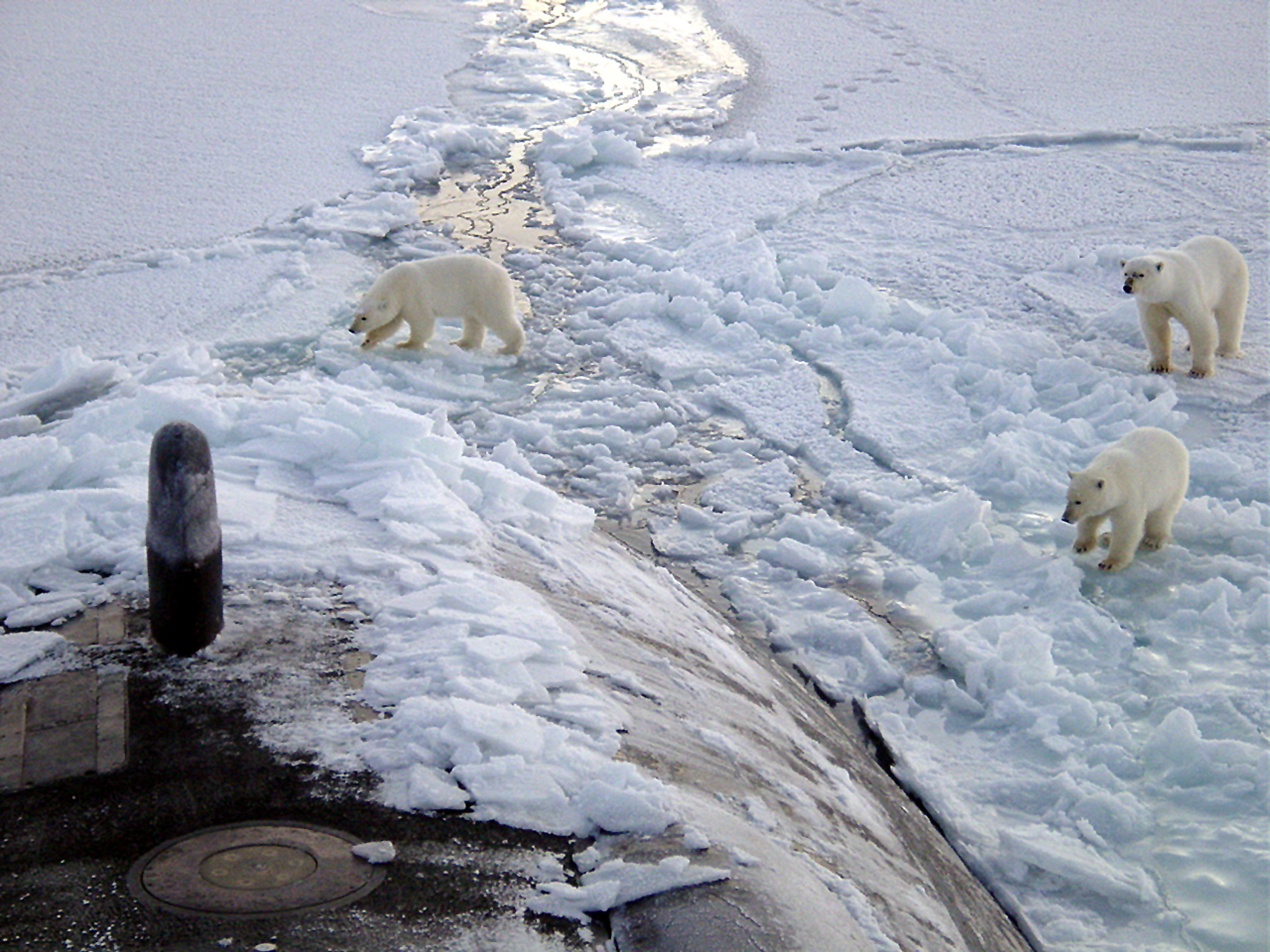
Білі ведмеді біля Північного полюсу.

На бідність органічного світу Північного Льодовитого океану впливають суворі кліматичні умови. Винятки становлять лише Північно-Європейський басейн, Баренцове та Біле моря з їх надзвичайно багатим тваринним і рослинним світом. Флора океану представлена головним чином ламінаріями, фукусом, анфельцією, а в Білому морі — також зостерою. Фітопланктон в Північному Льодовитому океані налічує всього 240 видів, з них 92 види — діатомові. Діатомеї пристосувалися до суворої обстановки океану. Багато хто з них поселяються не в товщі води, а на нижній поверхні льоду. Діатомова флора утворює основну масу фітопланктону — до 79 % в Баренцовому морі та до 98 % в Арктичному басейні.
Через несприятливі кліматичні умови небагатий і зоопланктон океану. У Карському, Баренцовому, Норвезькому та Гренландському морях нараховується 150—200 видів зоопланктону. У Східно-Сибірському морі — 80-90 видів, в Арктичному басейні — 70-80 видів. Переважають веслоногі рачки (копеподи), кишковопорожнинні, представлені деякі покривники та найпростіші. У зоопланктоні Чукотського моря зустрічаються деякі тихоокеанські види. Тваринний світ дна океану має ще більш нерівномірне поширення. Зообентос Баренцового, Норвезького та Білого морів зіставний за різноманітністю з морями субполярної і помірної зон Атлантичного океану — від 1500 до 1800 видів, при біомасі 100—350 г/м². У морі Лаптєвих кількість видів знижується в 2-3 рази при середній біомасі 25 г/м². Дуже бідна фауна дна морів східної Арктики, особливо центральної частини Арктичного басейну. У Північному Льодовитому океані налічується понад 150 видів риб, серед них велика кількість промислових (оселедець, тріскові, лососеві, скорпенові, камбалові, морський окунь, пікша та інші). Морські птахи в Арктиці ведуть переважно колоніальний спосіб життя і мешкають на берегах. Все населення гігантських «пташиних базарів» харчується виключно за рахунок харчових ресурсів океану. Ссавці представлені тюленями, моржами, нарвал, білуха. Представником фауни океану слід вважати також білого ведмедя, життя якого в основному пов'язане з дрейфуючими паковими льодами або береговим припаєм.
Фауна північних морів виділяється цілим рядом специфічних особливостей. Одна з таких особливостей — гігантизм, властивий деяким формам. У Північному Льодовитому океані мешкають найбільші мідії, найбільша медуза — ціанея (до 2 м в поперечнику при довжині щупалець до 20 м), найбільша Офіура — «голова Горгони». У Карському морі відомі гігантський одиночний корал, морський павук, розмах ніг якого сягає 30 см. Інша особливість організмів Північного Льодовитого океану — їх довголіття. Наприклад, мідії в Баренцовому морі живуть до 25 років (в Чорному морі — не більше 6 років), тріска живе до 20 років, палтус — до 30-40 років. Це пов'язано з тим, що в холодних арктичних водах розвиток життєвих процесів протікає повільно.